# Teslin River
Der Teslin River, alternativer Name in Yukon: Délin Chú (Südliches  Tutchone), in der Tlingit-Sprache: Deisleen Héeni, ist ein 393 km langer, rechter bzw. südöstlicher Nebenfluss des Yukon River im Nordwesten Kanadas. Bis 1951 hieß der Fluss in British Columbia „Whiteswan River“.

## Flusslauf
Der Teslin River entspringt im Übergangsbereich von South Yukon Plateau Ranges und Stikine Plateau. Seine Quellen befinden sich in British Columbia um einen Gebirgssee, der von verschiedenen Bächen gespeist wird. Das Wasser durchfließt diesen See, verlässt ihn im Norden und gelangt zum weiter nördlich liegenden Teslin Lake, den er etwa am Südostende speist und in Südost-Nordwest-Richtung durchfließt. In diesem See überschreitet er die Grenze zum Territorium Yukon, wonach der aus dem Ostarm des Sees kommende Nisutlin River einmündet. Bis zu seiner Einmündung in den Teslin Lake ist der Teslin River 59 km lang.
Der Fluss verlässt diesen 144 km langen See an seinem Nordende und strömt weiter in nördlicher Richtung durch ein Hochgebirgstal bis zu seiner Einmündung in den Yukon River bei der Ortschaft Hootalinqua (Nördliches Tutchone: Hudinlin – „Zusammenfluss zweier großer Flüsse“ oder „Wasser, das gegen den Berg fließt“), einem traditionellen Versammlungs- und Handelsort für Northern und Southern Tutchone als auch für Inland Tlingit. Dabei hat er vom See bis zur Mündung in den Yukon rund 190 km zurückgelegt.
Das Einzugsgebiet des Teslin Rivers umfasst 35.500 km².

## Orte
Zu den Ortschaften am Teslin River gehören:
- Teslin
- Johnsons Crossing
- Hootalinqua